# Bianca Del Carretto
Bianca Del Carretto (Rapallo, 28 de agosto de 1985) é uma ex-esgrimista italiana que conquistou a medalha de ouro por equipes no Campeonato Mundial de 2009, além de ter alcançado dois títulos europeus: um na categoria por equipes e outro no individual. Em reconhecimento às suas conquistas esportivas, Del Carretto foi condecorada com o Colar de Ouro e selecionada em três ocasiões como Atleta do Ano da Ligúria. Retirou-se do esporte em 2016.

## Palmarès
Campeonato Mundial
| Ano  | Local   | Evento             | Posição | Ref.   |
| ---- | ------- | ------------------ | ------- | ------ |
| 2009 | Adália  | Espada por equipes | 1.ª     | [ 8 ]  |
| 2011 | Catânia | Espada por equipes | 3.ª     | [ 9 ]  |
| 2014 | Cazã    | Espada por equipes | 3.ª     | [ 10 ] |

Campeonato Europeu
| Ano  | Local       | Evento             | Posição | Ref.   |
| ---- | ----------- | ------------------ | ------- | ------ |
| 2014 | Estrasburgo | Espada individual  | 1.ª     | [ 11 ] |
| 2007 | Gante       | Espada por equipes | 1.ª     | [ 12 ] |
| 2010 | Lípsia      | Espada por equipes | 2.ª     | [ 12 ] |
| 2003 | Burges      | Espada por equipes | 3.ª     | [ 12 ] |
| 2008 | Quieve      | Espada individual  | 3.ª     | [ 12 ] |
| 2008 | Quieve      | Espada por equipes | 3.ª     | [ 12 ] |
| 2014 | Estrasburgo | Espada por equipes | 3.ª     | [ 2 ]  |
| 2015 | Montreux    | Espada por equipes | 3.ª     | [ 13 ] |

## Condecorações
- Colar de Ouro ao Mérito Desportivo (2009)[6]